# Ashley Jensen

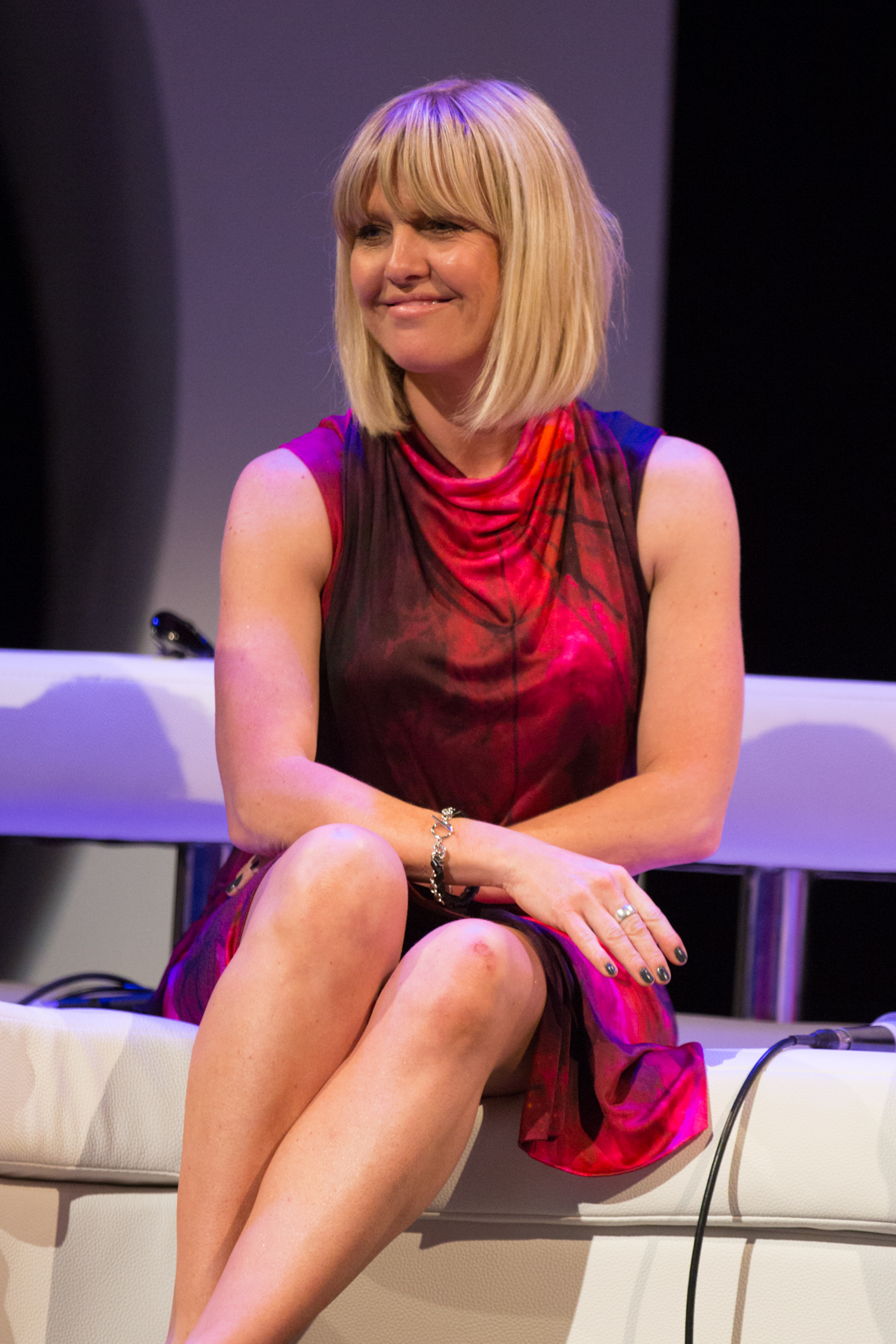
Ashley Jensen (2016)

Ashley Samantha „Ash“ Jensen (* 11. August 1969 in Annan, Dumfries and Galloway) ist eine schottische Schauspielerin.

## Leben und Karriere
Ashley Jensen studierte am Queen Margaret University College in Edinburgh und war Mitglied der National Youth Theatre Company. 
Bekannt wurde sie vor allem durch ihre Rollen in der britischen Comedy-Fernsehserie Extras, in der US-amerikanischen Dramedy-Serie Alles Betty! und der ebenfalls US-amerikanischen Sitcom Aus Versehen glücklich. 2005 bekam Jensen für Extras bei den British Comedy Awards Auszeichnungen als Top Fernsehcomedy Schauspielerin und als Bester Comedy Senkrechtstarter sowie eine Nominierung bei den Emmy Awards 2008.
Jensen war vom 27. Januar 2007 bis zu seinem Tod 2017 mit dem Schauspielerkollegen Terence Beesley verheiratet, den sie 1999 bei der Arbeit an einem Theater kennengelernt hatte. Die Hochzeit fand in Big Sur in Kalifornien statt. Am 20. Oktober 2009 wurde ihr Sohn geboren. Im November 2023 ging sie eine zweite Ehe mit dem Schauspieler Kenny Doughty ein.

## Filmografie (Auswahl)
- 1994: May to December
- 1994: Takin’ Over the Asylum (Miniserie, 1 Episode)
- 1994–1995: Roughnecks (Fernsehserie, 13 Episoden)
- 1998–2000: City Central (Fernsehserie, 31 Episoden)
- 2001–2003: Clocking Off (Fernsehserie, 5 Episoden)
- 2003: Silent Witness (Fernsehserie, 2 Folgen)
- 2006: Eleventh Hour – Einsatz in letzter Sekunde (Eleventh Hour, Fernsehserie, 4 Episoden)
- 2005–2007: Extras (Fernsehserie, 13 Episoden)
- 2006–2010: Ugly Betty (Fernsehserie, 66 Episoden)
- 2009–2010: Aus Versehen glücklich (Accidentally on Purpose, Fernsehserie, 18 Episoden)
- 2010: Drachenzähmen leicht gemacht (How to Train Your Dragon, Stimme)
- 2011: Gnomeo und Julia (Stimme)
- 2011: In guten Händen (Hysteria)
- 2012: Die Piraten! – Ein Haufen merkwürdiger Typen (The Pirates! In an Adventure with Scientists!, Stimme)
- 2013: StreetDance Kids (All Stars)
- 2013: Der Anwalt des Teufels (The Escape Artist, Miniserie)
- 2014–2021: Agatha Raisin (Fernsehserie, 18 Episoden)
- 2015: Die Legende von Barney Thomson (The Legend of Barney Thomson)
- 2015–2019: Catastrophe (Fernsehserie, 18 Episoden)
- 2019: Verrate mich nicht (Trust Me, Episoden 2x01–2x04)
- 2019: Susi und Strolch (Lady and the Tramp, Stimme von Jackie)
- 2019–2022: After Life (Fernsehserie, 18 Episoden)
- 2023–2024: Mord auf Shetland  (Fernsehserie, 12 Episoden)